# Plesionika escatilis
Plesionika escatilis är en kräftdjursart som först beskrevs av William Stimpson 1860.  Plesionika escatilis ingår i släktet Plesionika och familjen Pandalidae. Inga underarter finns listade i Catalogue of Life.